# رام‌گره، پاکستان
رام‌گره (به انگلیسی: Ram Garh) یک منطقهٔ مسکونی در پاکستان است. رام‌گره ۲۷٬۹۱۵ نفر جمعیت دارد و ۱۷۷ متر بالاتر از سطح دریا واقع شده‌است.